# Долидзе, Владимир Виссарионович
Владимир Виссарионович Доли́дзе (1908—1989) — советский звукооператор. Заслуженный деятель искусств Грузинской ССР (1961). Лауреат Сталинской премии (1950).

## Биография
Родился 2 (15) марта 1908 года. Брат С. В. Долидзе. В 1931 году окончил Тбилисский государственный политехнический институт имени С. М. Кирова. В 1932—1937 годах работал начальником звукоцеха Тбилисской консерватории. С 1937 года работал звукооператором. Участвовал в создании художественных, мультипликационных, хроникально-документальных и технических фильмов. Член ВКП(б) с 1946 года.

## Фильмография
- 1939 — Юный стрелок
- 1940 — Родина
- 1941 — Дружба; Огни Колхиды
- 1942 — Георгий Саакадзе (1-я серия; с Д. К. Ломидзе)
- 1943 — Георгий Саакадзе (2-я серия)
- 1944 — Щит Джургая
- 1947 — Колыбель поэта
- 1954 — Стрекоза
- 1956 — Баши-Ачук; Песнь Этери
- 1957 — Отарова вдова
- 1958 — Маяковский начинался так
- 1959 — День последний, день первый
- 1960 — Повесть об одной девушке

## Награды и премии
- Сталинская премия (1950) — за участие в создании фильма «Щит Джургая» (1944)
- заслуженный деятель искусств Грузинской ССР (1961)